# Autariaci
Autariaci (gr.: Αὐταριάται, Aútariátai) – starożytne plemię iliryjskie zamieszkujące tereny między terytoriami Ardiajów i Triballów, a na północy graniczące z Pajonią i leżące blisko Dardanów. Mieszkali na terytorium obecnej środkowej Bośni.
Strabon, geograf grecki, wśród plemion iliryjskich wymienił Autariatów obok Ardiajów i Dardanów. Przez pewien czas Autariaci byli najpotężniejszym plemieniem z nich. Z nimi zapewne walczył Filip II, król Macedonii pod koniec r. 337 lub w pierwszych miesiącach 336 p.n.e. Ten bowiem chciał zabezpieczyć front bałkański przed wyruszeniem na wyprawę celem obalenia króla perskiego. W tej bitwie zginął Pauzaniasz, chłopiec królewski, wysuwając się przed króla Filipa i zasłaniając go przed pociskami. Filip zapewne uderzył na Autariatów zapobiegawczo, bowiem nie podbił ich. Podboju krainy dokonał dopiero król Agrianów na rozkaz Aleksandra III Macedońskiego w r. 335 p.n.e.
W r. 310 p.n.e. Macedonii groził masowy najazd Autariatów, którzy zalali dolinę górnego Aksiosu, w szczególności Pajonię. Macedończykom udało się ich odeprzeć oraz przywrócić władzę królowi Pajonii. Regent Kassander chcąc uniknąć starcia, zawarł z nimi przymierze. Osadził liczne ich rzesze (ok. 20 tysięcy) w Parorbelli na terenach wschodniej Macedonii. Dał im ziemie w zamian za służbę w obronie granic państwa. Autariaci od tej pory służyli w armii macedońskiej. W r. 302 p.n.e. król Kassander wysłał Lizymachowi, królowi Tracji, pomoc wojskową obejmującą prawdopodobnie pięciotysięczny oddział Autariatów. Ci bowiem służyli w Lampsakos, które oblegał Demetriusz pod koniec tego roku. 
Antygon III Doson, król Macedonii, dowiedział się kilka dni po bitwie ze Spartą, że Ilirowie (zapewne Autariaci) najechali i pustoszą jego ojczyznę. Postanowił szybko powrócić. Po dogonieniu wrogów, którzy nadal przebywali w jego kraju, wydał im krwawą bitwę. Król nadwyrężając swe siły, zaczął wymiotować krwią, po czym zmarł niebawem na początku r. 221 p.n.e.